# Otomanská kultura
Otomanská kultura je archeologická kultura spadající do starší až střední doby bronzové, podle Reineckeho BA2 až BB1. Vyskytovala se na území Sedmihradska, východního Maďarska a východního Slovenska. 

Kultura byla pojmenována Jánem Nestorem podle lokality Otomani v Rumunsku, výkopy zde prováděl M. Rosku. Jednalo se o opevněné sídliště s příkopem a valem. Lid otomanské kultury obýval také území na východním a středním Slovensku, avšak nevznikl tu a dostal se sem již jako hotová kultura z horního Potisí a karpatskými průsmyky se snažil proniknout do Malopolska.
Jiné názvy: starší slovenské pojmenování je hornopotiská keramika n. kultura hornopotiská, maďarské pojmy pak kultura nádob se spirálovitými vypnulinami a kultura Füzesabony, v novější době otomansko-füzesabonský komplex. 

## Periodizace
- košťansko-otomanská fáze – BA2
- klasická fáze – BA3, rozdělená na starší a mladší fázi
- otomansko-piliňská fáze – BB1, též fáze otomanská-Suciu de Sus

## Pohřbívání

### Pohřební ritus
Na pohřebištích otomanské kultury se setkáváme s biritualitou. Nejstarší hroby jsou ještě kostrové, ale postupně přibývá hrobů žárových.
Kostrové pohřby byly ve skrčené poloze v obdélníkových hrobech ve směru sever-jih, nebo jih-sever. Pohřbívání bylo rozlišeno také podle pohlaví – muži na pravém boku a ženy na levém. Mrtví dostávali nádoby s potravou a nápoji, pochovaní byli ve slavnostních oděvech s osobními šperky někdy se zbraněmi a nástroji. Podobná byla i výbava hrobů žárových.

### Pohřebiště
Prozkoumanými pohřebišti jsou například Nižná Myšľa, Streda nad Bodrogom na Slovensku, Tiszafürede v Maďarsku.
- Streda nad Bodrogom je pohřebiště částečně prozkoumané v 50. letech 20. století. Pochovávalo se zde v klasickém a poklasickém období a je zde dobře zachycen postupný ústup kostrového pohřbu a prosazovaní kremace, kdy v poklasickém období je již téměř 50% pohřbů žárových.[3]

## Sídliště
Závěr starší doby bronzové, tedy BA3, je obecně dobou budování opevněných sídlišť a ani u této kultury tomu není jinak, prakticky se nesetkáváme s neopevněnými sídlišti. Otomanská hradiska ovšem nesou známky násilného zániku, na rozdíl od současných maďarovských hradisek, která byla až na výjimky opuštěna úmyslně.
Barca u Košic – jedná se o poněkud malý (39x45 m) opevněný areál.

Spišský Štvrtok – je označován také jako slovenské Mykény. Oválná plocha sídliště byla ohrazena dvojitou kamennou zdí a hlavní bránou s dvěma bastiony.

### Gánovce
V Gánovcích byla objevena kultovní studna vytesaná v travertinové kupě. Studna byla vydřevená a dosahovala hloubky 8 m. Na dně byly nalezeny dřevěné předměty, textilie, pohárky z březové kůry, lidská lebka a hlavně rukojeť železné dýky (raný import z centra černé metalurgie někde v Přední Asii).

### Nižná Myšľa
Je sídliště a pohřebiště v poloze Várhegy nad soutokem Hornádu a Olšavy u Slovenské obce Nižná Myšľa na Košicku, soustavně zkoumaná od roku 1977. Kromě rozsáhlého pohřebiště zde byly odkryty dvě fáze osady, starší, s dobou trvání od 17. století př. n. l. asi 200 let, druhá desetinásobně větší, trvající pouze cca 50-100 do svého zániku v počátku střední doby bronzové (cca 1450–1400 př. n. l.)
Opevnění ve starším období tvořil val zpevněný kůly, příkop a zachycena byla i brána zpevněná kameny. Domy byly seřazeny ve dvou řadách a tvořily ulice. Osadu obývalo asi 150-200 obyvatel. Sídlištní vrstva poskytla důkazy o výkonu řemesel, včetně kovolitectví a hrnčířství. Hroby řemeslníků byly odkryty i na pohřebišti. V mladším období měl nový val kamennou plentu. Zajímavostí je, že druhá fáze se rozprostřela přes přilehlé pohřebiště, přičemž pohřby nebyly respektovány, což je možné vysvětlit jako reakci na velmi naléhavou potřebu výstavby většího hradiště. Místo staré osady bylo zarovnáno a domy byly postaveny na jiném schématu. Počet obyvatel se v této fázi zvýšil na 300-350. Pokračoval výkon řemesel, je prokázáno zpracování místních zdrojů mědi. Obě fáze hradiště zanikly požárem, alespoň částečným, je ale pravděpodobné další přežívání zbytku otomanských obyvatel.

## Keramika
Otomanská keramika byla bohatě zdobena trnovitými vypnulinami lemovanými spirálami a rozmanitou rytou výzdobou. Typologicky byla velmi variabilní – džbánky, misky, hrnky, dvouuché a čtyřuché amfory, zásobnicovité hrnce. Spodní část nádob bývá zdrsněna slámováním, prstováním, nebo hřebenováním, pro vyniknutí horních zdobených částí.

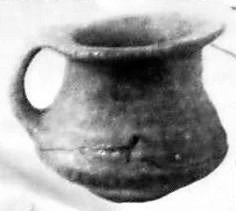
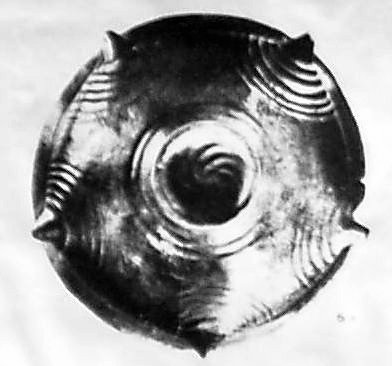